# Stretto di Bussol'
Lo stretto di Bussol' (in russo Буссоль пролив) è un braccio di mare nell'oceano Pacifico settentrionale che separa l'isola di Simušir dalle isole Broutona e Čërnye Brat'ja nella catena delle isole Curili. Si trova nel Kuril'skij rajon dell'oblast' di Sachalin, in Russia. 
Lo stretto, che mette in comunicazione il mare di Ochotsk con il Pacifico, è uno dei maggiori della catena delle Curili. È largo 68 km e lungo circa 30 km. La profondità massima è di 2340 m. Un banco di sabbia con una profondità di circa 525 m si staglia al centro dello stretto.
Lo stretto fu nominato dal navigatore francese Jean-François de La Pérouse nel 1787 in onore della fregata La Boussole sulla quale viaggiava.